# 陳定之
陳定之（1479年—？），字準卿，浙江溫州府永嘉縣人，民籍，明朝政治人物。

## 生平
弘治十七年甲子科浙江鄉試第二十七名舉人。弘治十八年（1505年）中式乙丑科會試第一百五十四名，二甲第九十二名進士。官刑部主事。

## 家族
曾祖陳武韶；祖父陳珙；父陳魁，母湯氏。具庆下。兄行之（遇例冠带）。